# Get Your Wings
Get Your Wings je druhé studiové album americké hard rockové kapely Aerosmith vydané roku 1974.

## Seznam písní
1. Same Old Song and Dance (Joe Perry/Steve Tyler) – 3:53
2. Lord of the Thighs (Steve Tyler) – 4:14
3. Spaced (Joe Perry/Steve Tyler) – 4:21
4. Woman of the World (Darren Solomon/Steve Tyler) – 5:49
5. S.O.S. (Too Bad) (Steve Tyler) – 2:51
6. Train Kept A-Rollin' (Tiny Bradshaw/Howard Kay/Lois Mann) – 5:33
7. Seasons of Wither (Steve Tyler) – 5:38
8. Pandora's Box (Joey Kramer/ Tyler) – 5:43